# Tosa Mitsuoki

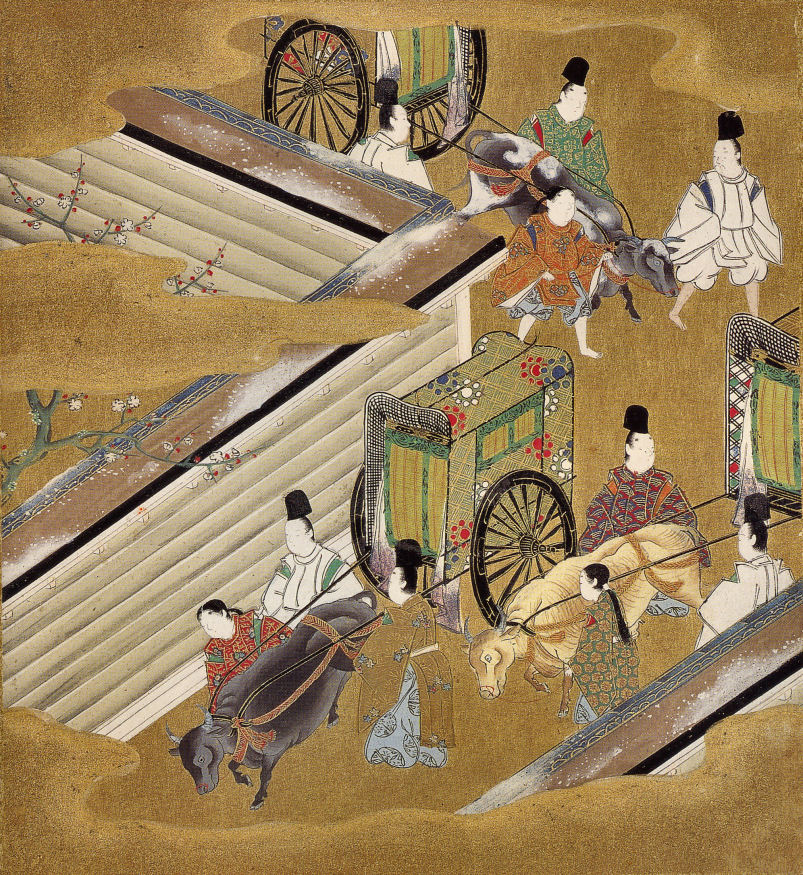
Ilustración del Genji Monogatari, cap.42 – 匂宮 Niō no Miya ("El Príncipe Perfumado")
Atribuida a Tosa Mitsuoki (1617–1691).

Tosa Mitsuoki (en idioma japonés, 土佐 光起; 1617 - 14 de noviembre de 1691) fue un pintor japonés. 
Tosa Mitsuoki fue el sucesor de su padre, Tosa Mitsunori (1583-1638), al frente de la escuela Tosa. Mitsuoki llevó la escuela Tosa a Kioto, después de alrededor de 50 años en Sakai. 

## Obra
- Kitano Tenjin engi emaki
- Itsukushima Matsushima zu-byōbu
- Kiku jun zu
- Codorniz y mijo
- Ono no Komachi
- Codorniz y poema
- Murasaki Shikibu